# Дем'янська операція (1942)
Дем'янська операція (1942) (нім. Kesselschlacht von Demjansk) або «Дем'янський мішок» — наступальна операція радянських військ Північно-Західного фронтів (генерал-лейтенант Курочкін П. О.) у ході загального зимового наступу 1941—1942 року в районі селища Дем'янськ (нині Новгородської області), між озерами Ільмень і Селігер.

## Зміст
У результаті битви війська Північно-Західного фронту оточили й завдали серйозних втрат німецькому угрупованню в районі Дем'янська. 25 лютого, наступаючи в умовах лісисто-болотистої місцевості при глибокому сніжному покрові, радянські війська завершили в районі західніше Дем'янська оточення 6 дивізій 16-ї польової армії (12-та, 32-га та 123-тя піхотні дивізії X-го армійського корпусу, й 30-та, 290-та піхотні, а також моторизована дивізія СС «Тотенкопф» II-го армійського корпусу). Загалом в оточенні опинилися близько 95 тис. чоловік противника.
Бої з ліквідації оточених військ набули запеклого й затяжного характеру через нестачу сил у радянського командування. Радянські війська прагнули стиснути кільце оточення й знищити війська, що знаходилися в ньому. З цією метою провадилися безперервні атаки, кидаючи в бій все нові сили. Оточені німецькі частини не здавалися й наполегливо оборонялись у Дем'янському мішку. Протягом кількох місяців німецька авіація постачала оточене угруповання, мінімальні добові потреби якої в продовольстві, боєприпасах та пальному становили приблизно 200 тонн. Німецькі літаки здійснили загалом 14445 вильотів.
З метою звільнити війська, що потрапили в оточення, була сформована спеціальна ударна група дивізій під командуванням генерал-лейтенанта Вальтера фон Зейдліц-Курцбаха, яка 21 березня почала наступ з району на південний захід від Старої Русси. За кілька тижнів запеклих боїв німецьким військам вдалося пробитися через ряд радянських оборонних ліній до західного краю мішка і 23 квітня 1942 року прорвати фронт оточення та утворити т. зв. «рамушевський коридор» (за назвою села Рамушево) шириною 6-8 км, який проіснував весь 1942 рік. Подальші спроби радянських військ ліквідувати Дем'янське угруповання успіху не мали.
5 травня німецьким військам вдалося деблокувати своє угруповання, яке протягом декількох місяців продовжувало утримувати свої позиції. Незважаючи на вузькість рамушевского коридору, значну протяжність лінії фронту всередині Дем'янського виступу, а це близько 150 км, і високий ризик повторного оточення, німецьке командування вперто утримувало район Дем'янська. В основному це було пов'язано з можливістю використовувати дем'янський і ржевсько-вяземський виступи, щоб загрожувати глибоким охопленням з півночі і півдня району дислокації радянських військ між озером Селігер і Великими Луками.
Протягом травня радянські війська ще раз спробували ліквідувати Дем'янський виступ. Ставка передала фронту зі свого резерву 5 стрілецьких дивізій, 8 стрілецьких і 2 танкові бригади. Однак, попри наявність достатніх сил і засобів, наступ Північно-Західного фронту закінчився безрезультатно. Німецьке командування, розгадавши замисел операції, перекинуло в район рамушевского коридору значні підкріплення з інших ділянок Дем'янського виступу, залишивши всередині його всього близько п'яти дивізій, привернуло частину з'єднань 18-ї армії й посилило оборону коридору.

## Результат
Унаслідок спроби активних наступальних дій Північно-Західного фронту в районі Дем'янська було скуто великі сили 16-ї німецької армії й неочікувано завдано серйозних втрат багатьом її з'єднанням. Загинула значна частина особового складу дивізія «Тотенкопф», яка за час операції проявила винятковий героїзм і значною мірою прислужилася перемозі Вермахту в операції. Командир дивізії Теодор Айке у квітні отримав Лицарський хрест Залізного Хреста з Дубовим листям.
Дії радянських військ під Ленінградом і в районі Дем'янська навесні 1942 року позбавили німецьке командування можливості перекидати сили групи армій «Північ» з цих районів на південь. Однак Дем'янська операція як одна із перших спроб радянського командування перехопити ініціативу у війні зазнала невдачі й не мала суттєвих наслідків для подальшого перебігу дій. Катастрофічні втрати радянської сторони (приблизно 4,5:1) — це наслідок бездарного керівництва радянського командування й слабкості радянської армії на цьому періоді війни, а також нестачі озброєння. Втрат було зазнано внаслідок охоплення ворога через глибокий сніг і болота, операція охоплення не була стрімкою й організованою, війська зазнавали втрат на марші, була погано налагоджена артпідтримка. Операція мала більш моральне значення, показавши спроможність Ставки Верховного Головнокомандування проводити контратаки на широкому відтинку фронту.

### Відео
- Эхо войны. Демянская операция [Архівовано 22 серпня 2012 у Wayback Machine.]